# Фаильи, Франческо
Франческо Фаильи (итал. Francesco Failli; родился 16 декабря 1983 в Монтеварки, Италия) — итальянский профессиональный шоссейный велогонщик, выступающий за команду Acqua & Sapone.